# Tricase
Tricase – miejscowość i gmina we Włoszech, w regionie Apulia, w prowincji Lecce.
Według danych na rok 2004 gminę zamieszkiwało 17 385 osób, 413,9 os./km².